# Rec. 709
Rec.709、BT.709およびITU 709としても知られるRec. 709はITU-Rによって高精細度テレビジョン放送のエンコードと信号特性について制定された標準規格である。
最新バージョンは2015年に公開されたBT.709-6である。BT.709-6では画像の特性を画面アスペクト比16:9で、一画面当たり走査線1080本、走査線当たりサンプル数1920サンプルで正方画素と定義している。
この規格の最初のバージョンは、1990年にRec.709としてCCIRに承認され（1989年にはCCIR Rec. XA/11 MOD Fもあった）、世界共通のHDTV規格を目標としていた。1992年にCCIRがITUに替わり、その後の1993年11月にBT.709-1が公開された。この初期のバージョンでは多くの未回答の疑問が残されており、世界共通のHDTV規格に対するコンセンサスの欠如は明らかだった。そのため、1125/60や1250/50などの初期のHDTVのシステムが2002年後半のBT.709-5までは規格の一部だった。

## 技術的詳細
規格書はITU websiteから自由に入手可能であり、当該文書を権威あるリファレンスとして使用する必要がある。必須項目を以下に要約する。

### 画像解像度
ITU-R勧告BT.709-6では、フレームレートによらない画像特性として一般画像形式（Common Image Format, CIF）を定めている。画像は1920x1080画素で、総画素数は2,073,600画素となる。
BT.709の以前のバージョンでは1035i30や1152i25高精細テレビジョンシステムと言った旧来のシステムを含んでいた。これらは現在では削除され、2015年のITU BT.709-6で定義されたものに置き換えられている。

### フレームレート
BT.709では、画像サイズをフレームレートから分離するとともに、BT.709がHDTVの世界標準となる柔軟性を提供するために、さまざまなフレームレート及び走査方法を提案している。このことが、セットメーカーに対して世界中のすべての市場に向けた単一の受像機やディスプレイを製造販売することを可能にしている。
BT.709-6では以下のフレームレートを指定している、ここでPは順次走査、PsFはプログレッシブ・セグメント化フレーム、Iは飛越走査を示す。
24/P, 24/PsF, 23.976/P, 23.976/PsF
劇場用映画に適する。小数点付きのレートはNTSCの「プルダウン」との互換用である。
50/P, 25/P, 25/PsF, 50/I (25fps)
PALおよびSECAMといった50HZシステムを使っていた地域用。PAL/SECAMではNTSCのようなプルダウンを用いなかったので、小数点付きのフレームレートは定義されていない。
60/P, 59.94/P, 30/P, 30/PsF, 29.97/P, 29.97/PsF, 60/I (30 fps), 59.94/I (29.97 fps)
NTSCのような60Hzシステムを使用していた地域用。ここでも再び旧来のNTSCでのプルダウンに対応した小数点付きのレートが定義されている。

### 映像取り込み、エンコードおよび配布
BT.709に従って、カメラはプログレッシブ形式ないしインターレース形式のいずれかで映像を取り込める。プログレッシブで取り込まれたビデオはプログレッシブないしプログレッシブ・セグメント化フレーム（PsF）として記録、放送ないしストリーム配信することができる。インターレースモードで取り込まれたビデオは、撮影後にプログレッシブ化処理をしない限りはインターレースとしてのみ配布可能である。
プログレッシブで取り込まれた映像がセグメント化フレームとして配信される場合、セグメント/フィールド周波数はフレームレートの2倍である必要がある。したがって、30/PsFのフィールドレートは60/Iと同じになる。

### 原色色度点
| 色空間       | 白色点 | 白色点 | 原色 | 原色 | 原色 | 原色 | 原色 | 原色 |
| 色空間       | xW     | yW     | xR   | yR   | xG   | yG   | xB   | yB   |
| ------------ | ------ | ------ | ---- | ---- | ---- | ---- | ---- | ---- |
| ITU-R BT.709 | 0.3127 | 0.3290 | 0.64 | 0.33 | 0.30 | 0.60 | 0.15 | 0.06 |

赤と青のxyとyGはEBU Tech 3213（PAL）の三原色に等しいが、xGはEBU Tech 3213のxGとSMPTE CのxGとの中間である。CIE 1931 色空間の範囲では、Rec. 709色空間（および派生形のsRGB）はRec. 601とほぼ同じで35.9%の範囲をカバーする。CIE Luv色空間でも33.24%をカバーし、CIE 1931 xyでは33.5%の範囲をカバーする。白色点は2度視野の標準観察者で指定されているD65となっている。

### 伝達特性
Rec. 709ではカメラ・ガンマと知られる（「シーン参照」ガンマと呼ばれることもある）、カメラに関連するHDTVエンコーディングのOECF/OETF（光電伝達関数）のみが規定されている。Rec. 709の線形な信号（輝度L）から非線形（電圧V）への伝達関数は、暗部では線形で、{\displaystyle [0..1]}の範囲の残りの部分ではべき級数関数に伝達される：
{\displaystyle V={\begin{cases}4.500L&L<0.018\\1.099L^{0.45}-0.099&L\geq 0.018\end{cases}}}
ここで数値1.099（αと呼ばれる）は 1 + 5.5 * β = 1.099296826809442... で、βは0.018053968510807... であり、0.099 は 1.099 - 1 である。これらの値は、暗部の直線と、それ以外の曲線を滑らかに接続するための以下の連立方程式から与えられる：
{\displaystyle {\begin{cases}4.5\beta =\alpha \beta ^{0.45}-\alpha +1\\4.5=0.45\alpha \beta ^{-0.55}\end{cases}}}
線形信号への逆変換は次のとおりである：
{\displaystyle L={\begin{cases}{\dfrac {V}{4.5}}&V<0.081\\\left({\dfrac {V+0.099}{1.099}}\right)^{\frac {1}{0.45}}&V\geq 0.081\end{cases}}}
階調変換曲線の大部分を占めるべき級数は0.45乗だが、線形部分によるオフセットがあるので、結果として等価的なガンマ値は約0.50から0.53となる（線形への逆変換のための逆数は約:1.9から2.0である）。
Rec. 709では表示参照ガンマ（EOCF/OETF）を規定していないが、表示ガンマはEBU Tech 3320で議論され、ITU-R BT.1885で等価ガンマ値2.4と規定されており、これはディスプレイの黒がどれぐらい暗いかによって実際には規定された曲線から逸脱する。上記の数式が示すガンマ値は2.0よりも高い値となっているが、これはテレヴィジョンシステムが、「薄暗い周囲」効果を補正するためにシステムの総合入出力ガンマが約1.2で設計されているからである。このため、モニターのガンマはカメラ・ガンマの逆数にはなっていない。
Rec. 709とsRGBとが同じ原色点と白色点の色度を共有していることは注目に値するが、sRGBは等価ガンマ値2.2で出力（表示）される（実際の関数はRec. 709同様に区分的である）。
典型的な開発・生産実務では、入力画像のエンコード機能は、薄暗いリファレンス観察環境（ITU-R BT.1886勧告ではD65ないし日本ではD93の10ルクスとされている）でガンマ2.4（ITU-R BT.1886に準拠）のリファレンスモニターに表示して、最終的な画像が所望の見た目になるように調整される。とはいうものの、BT.1886はHDRでは問題があるので、BT.2390ではBT.1886にテーパー係数(1 – E2)4を追加するエルミート・スプライン（EETF）を定義している。

### ディジタル表現
Rec. 709はR’G’B’エンコーディングと、Y’CBCRエンコーディングを定義しており、どちらも各カラーチャンネルのサンプルあたり8ビットないし10ビットが使用される。8ビット・エンコーディングではR’, B’, G’およびY’チャンネルの公称範囲は[16..235]であり、CBおよびCRチャンネルでは128をニュートラル値として16..240となっている。したがって、レンジ制限されたR’G’B’では、黒リファレンスは(16, 16, 16)で、白リファレンスは(235, 235, 235)となり、Y’CBCRでは黒リファレンスは(16, 128, 128)で、白リファレンスは(235, 128, 128)となる。公称範囲から外れた値も許容されているが、一般的には放送用や表示用では公称レンジにクランプされている（ハイライト・ヘッドルームや色空間は例外）。値0と255はタイミング基準として予約されており、カラーデータを持たせることはできない（8ビットの場合、10ビットではこれより多くの値が予約され、12ビットではさらに多くの値が予約されているが、ファイル記録やRGBモード、sYCCなどのフルレンジYCbCrディジタルモードやAdbe RGB色空間などでは予約された値はない）。Rec. 709の10ビットエンコーディングでは公称レンジとして8ビットエンコーディングの公称レンジの4倍の値が用いられている。Rec. 709の公称レンジはITU Rec. 601で定義されたものと同一である。

## 規格変換
ビデオのフレームレートと、色エンコーディングの様々な規格間の変換は、各種の規格と要求がある地域に配信するコンテンツ制作者にとって常に課題だった。
BT. 709は消費者とテレビジョンセットメーカーにとって互換性の問題を緩和したが、放送設備は北米で29.27、欧州で25など、地域によって異なるフレームレートを使用しており、放送コンテンツには少なくともフレームレート変換が必要である。

### 標準画質の変換
標準画質の番組とコンテンツの膨大なレガシー・ライブラリーにはさらに課題がある。NTSC、PALおよびSECAMはすべてアスペクト比4:3のインターレース形式であり、相対的に低解像度である。アスペクト比16:9のHD解像度にアップスケールするにはいくつかの課題がある。
一つ目はインターレース方式のビデオコンテンツにおけるモーション・アーティファクトの混乱の可能性である。解決策としては、同じフィールドレートでインターレース方式BT.709にのみアップコンバートし、フィールドごとにスケーリングするか、インターレース解除して、フィールド間の動きを取り除いてプログレッシブ・フレームを生成するように処理することである。
二つ目はアスペクト比の問題である。標準画質フレームの上部または下部を切り取ることは、構成上許されているかや、切り取られるグラフィックやタイトルがあるかどうかによって使えたり使えなかったりする。
それに加えてNTSCの赤、緑、青の原色の色度はBT.709とは異なっている。PALおよびSECAMの赤と青の原色色度はBT.709と同一であり、緑だけが少し異なっている。NTSCを適切に変換するということは、LUT（ルックアップテーブル）を使用して、色を新しい色空間に変換することも意味する。

### 輝度係数
Y’CBCRビデオ信号をエンコードする場合、BT.709は、R’G’B ’係数0.2126、0.7152、および0.0722（合計すると1.0）を使用してガンマエンコードされた輝度（Y’）を生成する。BT.709-1では少し異なる0.2125、0.7154、0.0721を使用していた（BT.709-2で標準的なものに戻された）。単一のR' G' B' システムに関する世界的な合意はRec. 709で達成されたが、Y’CBCRに異なる輝度係数（白色点と原色から導出されるため）を採用するには標準画質と高精細画像とで異なる輝度・色度デコーディングを使用する必要がある。

### 変換ソフトウェアおよびハードウェア
これらの問題は速度が遅いかもしれないビデオ処理ソフトウェアか、リアルタイム変換が可能で、しばし画質も向上するハードウェアで取り扱うことができる。

### フィルムの再転写
より理想的な解決策は、フィルムで制作したコンテンツは、オリジナルのフィルム素材に戻ることである。国際的な配給の過去の問題のために、フィルム撮影した多くのテレビ番組は、従来のネガ編集プロセスを使用し、その後、様々なフォーマットにテレシネできる単一のマスターフィルムが用意された。これらのプロジェクトでは、そのマスターネガをBT.709のマスターに妥当なコストで再テレシネ可能で、フィルムの全解像力のメリットを享受できる。
一方、フィルム撮影されたが、ビデオ・オンライン方式で編集されてマスタービデオが作られてプロジェクトでは、必要な個々のフィルムのテイクを再テレシネしてから構成しなおす必要があり、マスターネガの再テレシネに対して非常に多くの労力と、装置の占有時間が必要となる。この場合、オリジナルのフィルム素材の良さを享受するには、オリジナルのフィルムを新しいHDマスターに適合させるためのコストがはるかに高いものとなる。

## sRGBとの関係
sRGBは、Rec. 709の初期の開発のあとで作られた。sRGBの開発者は、Rec. 709と同じ原色及び白色の色度を採用したが、オフィスでの使用や、暗いリビングルームでのテレビ視聴よりも明るい条件に適したように、トーン応答曲線（ガンマとも呼ばれる）を変更した。